# Argutita
L'argutita és un mineral de la classe dels òxids, que pertany al grup del rútil. Rep el seu nom del lloc on va ser descoberta l'any 1983, a Argut-Dessus, França.

## Característiques
L'argutita és un òxid de fórmula química GeO₂. Cristal·litza en el sistema tetragonal, formant cristalls subèdrics de fins a 20 micròmetres. La seva duresa a l'escala de Mohs és 6 a 7.
Segons la classificació de Nickel-Strunz, l'argutita pertany a «04.DB - Metall:Oxigen = 1:2 i similars, amb cations de mida mitjana; cadenes que comparteixen costats d'octàedres» juntament amb els següents minerals: cassiterita, plattnerita, pirolusita, rútil, tripuhyita, tugarinovita, varlamoffita, byströmita, tapiolita-(Fe), tapiolita-(Mn), ordoñezita, akhtenskita, nsutita, paramontroseïta, ramsdel·lita, scrutinyita, ishikawaïta, ixiolita, samarskita-(Y), srilankita, itriocolumbita-(Y), calciosamarskita, samarskita-(Yb), ferberita, hübnerita, sanmartinita, krasnoselskita, heftetjernita, huanzalaïta, columbita-(Fe), tantalita-(Fe), columbita-(Mn), tantalita-(Mn), columbita-(Mg), qitianlingita, magnocolumbita, tantalita-(Mg), ferrowodginita, litiotantita, litiowodginita, titanowodginita, wodginita, ferrotitanowodginita, wolframowodginita, tivanita, carmichaelita, alumotantita i biehlita.

## Formació i jaciments
Es troba en dipòsits de zinc formats en sediments metamorfosejats del Paleozoic. Sol trobar-se associada a altres minerals com: esfalerita, cassiterita, siderita o briartita. Va ser descoberta l'any 1983 a Argut-Dessus, a l'Haute-Garonne (Midi-Pyrénées, França). També se n'ha trobat en altres zones de la regió del Migdia-Pirineus i a Romania.